# Lèmur nan septentrional
El lèmur nan septentrional (Mirza zaza) és un lèmur del nord de Madagascar que fou descrit com a nova espècie el 2005. Fins aleshores, es creia que aquestes poblacions pertanyien a la mateixa espècie que el lèmur nan de Coquerel (Mirza coquereli), del sud de Madagascar, però Mirza zaza fou descrit com a nova espècie basant-se, entre d'altres, en proves genètiques.